# Fernando Trucy Aubert
General Fernando Trucy Aubert fue un militar mexicano que participó en la Revolución mexicana. Nació en la ciudad de Puebla, Puebla en 1852. Ingresó al Ejército Mexicano en 1877, y en 1878 ya era sargento del arma de caballería; en abril de 1911 fue ascendido a general brigadier. Era jefe de la 11a. Zona Militar, con sede en Torreón, cuando sobrevino la caída del presidente Francisco I. Madero y el ascenso del general Victoriano Huerta; es más, Jesús Carranza Garza y otros coahuilenses se encontraban bajo sus órdenes, en la lucha contra los orozquistas. Trucy Aubert fue el primer federal al que se enfrentó Venustiano Carranza en la Hacienda de Anhelo, en el actual municipio de Ramos Arizpe, Coahuila, en los primeros días de marzo de 1913. Por su apoyo al huertismo llegó a ser segundo en jefe de la División del Nazas; luego fue comandante de la División "Península", con cuartel general en Mérida, Yucatán. Murió el 4 de mayo de 1927. 